# 7412-es mellékút (Magyarország)
A 7412-es számú mellékút egy bő tíz kilométer hosszú, négy számjegyű országos közút Zala vármegye északi részén.

## Nyomvonala
A 7411-es útból ágazik ki, annak 6,250-es kilométerszelvényénél, Zalacséb nyugati szélén, települési neve nincs is. Északi irányban indul, alig 300 méter után elhagyja a község utolsó házait is, és egy kicsit nyugatabbi irányt vesz. 2. kilométer megtétele után átlép Zalaháshágy területére, 2,6 kilométer után éri el a település legdélebbi házait; az észak-déli irányban hosszan elnyúló faluban először Hunyadi János utca, később a központtól északra Petőfi Sándor utca a neve.
5. kilométerénél egy elágazáshoz ér: tovább ugyanebben az észak-északnyugati irányban a 7413-as út indul, a 7412-es pedig keletnek fordul, Rákóczi Ferenc utca néven. Alig 300 méter után újabb elágazása következik: innen észak-északkeleti irányba kanyarodik, az egyenesen keletnek továbbhaladó útszakasz pedig a 74 154-es számozást veszi fel. Ez az út Vaspör Velence nevű, különálló, a település központjától több kilométerre fekvő településrészébe vezet és ott ér véget, bő 2,5 kilométer után.
Amire eléri az út az 5,5 kilométert, teljesen kilép Zalaháshágy házai közül, és a 6,150-es kilométerszelvénye táján már Vaspör területére lép. Kicsivel ezután átíveli a Hárshágyi-patakot, 7,7 kilométer után pedig beér Vaspör házai közé. A településen előbb a Rákóczi Ferenc utca, majd a Vörösmarty utca nevet viseli, több irányváltása is van, de alapvetően keleti irányt vesz: így hagyja el a település utolsó házait, és lép át egyből Ozmánbük területére, kicsivel a 9. kilométere után.
10,4 kilométer előtt kicsivel ismét keresztez egy patakot, majd egyből belép Ozmánbük házai közé. Ott ismét több irányváltása következik, amik után végül északnak fordul, de a neve itt végig Teréz utca. 11. kilométerénél kilép a település házai közül, majd a 76-os főútba torkollva ér véget, annak 74,600-as kilométerszelvénye előtt, pontosan a megyehatáron, a Vas vármegyei Hegyháthodász déli határvonalán.
Teljes hossza, az országos közutak térképes nyilvántartását szolgáló kira.gov.hu adatbázisa szerint 11,664 kilométer.

## Települések az út mentén
- Zalacséb
- Zalaháshágy
- Vaspör
- Ozmánbük

## Története
Zalacsébről már a 14. század első harmadából (1328-ból) ismert, hogy hídja volt a Zalán, ami miatt nyilván több környező településről vezettek utak a településre, így ennek az útnak az elődje is létezhetett már akkor.